# Estação Belgrano
A Estação Belgrano é uma das estações do Metro de Buenos Aires, situada em Buenos Aires, entre a Estação Bolívar e a Estação Independencia. Faz parte da Linha E.
Foi inaugurada em 24 de abril de 1966. Localiza-se no cruzamento da Avenida Belgrano com a Rua Piedras. Atende o bairro de Monserrat.